# الأثر البيئي للتعدين

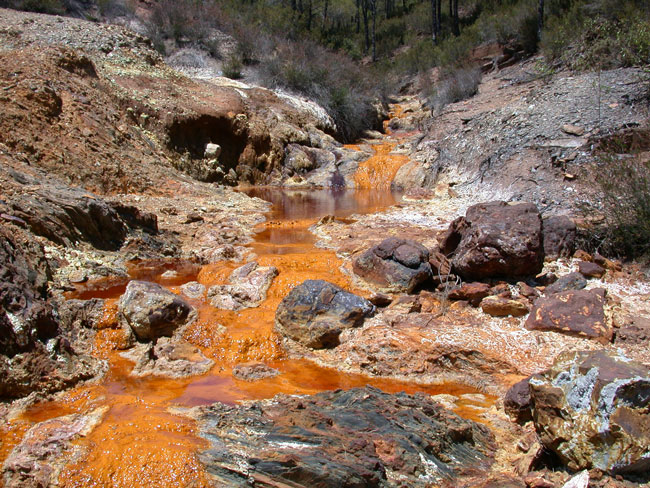
تصريف حمضى للمناجم في نهر ريو تينتو.

ويشمل الأثر البيئي للتعدين التعرية وتشكيل المجارى وفقدان التنوع الحيوى وتلوث التربة والمياه الجوفية والمياه السطحية بواسطة مواد كيميائية من عمليات التعدين. وإلى جانب إحداث ضرر بيئي فإن التلوث الناتج عن تسرب المواد الكيميائية يؤثر أيضا على صحة السكان المحليين  ويطلب من شركات التعدين في بعض البلدان اتباع قوانين البيئة وإعادة التأهيل وضمان إعادة المنطقة المحفورة بالقرب من حالتها الأصلية. وقد يكون لبعض أساليب التعدين آثار كبيرة على البيئة والصحة العامة. ويقدم نوس وإكلمان (2014)  لمحة عامة عن التأثيرات البيئية الواسعة لدورة الحياة لإنتاج المعادن المرتبطة ب 62 فلزا في عام 2008.
ومن الممكن أن يؤثر تآكل المنحدرات المكشوفة ونفايات المناجم وسدود المخلفات والتراكم الناجم عن الصرف والجداول والأنهار تأثيرا كبيرا على المناطق المحيطة بها ومن الأمثلة البارزة على ذلك منجم أوك تيدي العملاق في بابوا غينيا الجديدة. وقد يؤدي التعدين في المناطق البرية إلى تدمير وإزعاج النظم الإيكولوجية والبيئات المحيطة بها وفي مناطق الزراعة قد يؤدي ذلك إلى إزعاج أو تدمير الرعي والإنتاجي الزراعى وفي البيئات الحضرية قد يؤدي التعدين إلى تلوث ضوضائى وتلوث ترابى وتلوث بصري.

## مسائل وقضايا

### تلوث المياه

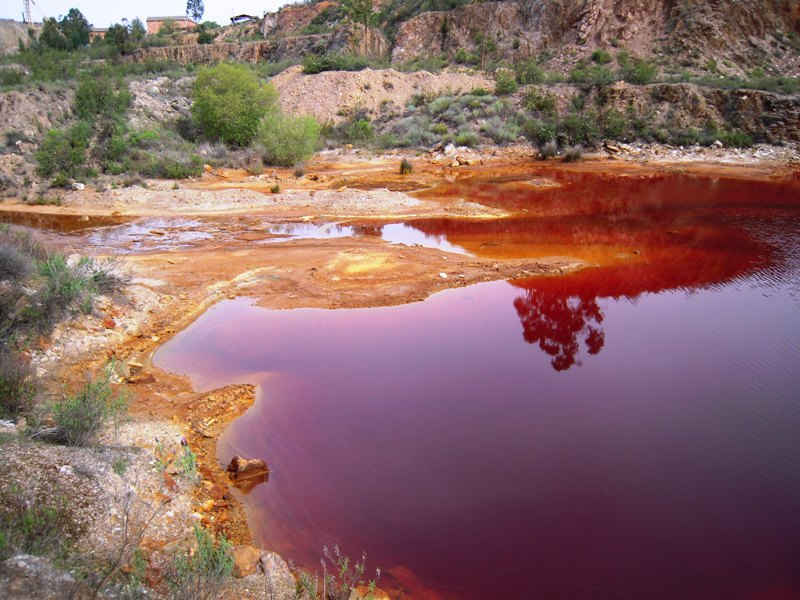
تصريف حمض المناجم في البرتغال

ويمكن أن يكون للتعدين آثار ضارة على المياه السطحية والجوفية المحيطة إذا لم تتخذ تدابير وقائية ويمكن أن تكون النتيجة تركيزات عالية بشكل غير طبيعي لبعض المواد الكيميائية مثل الزرنيخ وحمض الكبريتيك والزئبق على مساحة كبيرة من السطح أو تحت سطح الأرض. إن الجريان السطحي للحطام الصخري على الرغم من أنه غير سام ولكنه يدمر أيضا الغطاء النباتي المحيط وإغراق الجريان السطحي في المياه السطحية أو في الغابات هو أسوأ خيار هنا. ويعتبر التخلص من مخلفات تحت الأرض خيارا أفضل (إذا تم ضخ التربة إلى عمق كبير). إن مجرد تخزين الأراضي وإعادة تعبئة المنجم بعد استنزافه يكون أفضل إذا لم يكن هناك حاجة إلى إزالة الغابات لتخزين الحطام وهناك احتمال حدوث تلوث هائل للمنطقة المحيطة بالمناجم بسبب مختلف المواد الكيميائية المستخدمة في عملية التعدين فضلا عن المركبات الضارة التي قد تخرج من الأرض مع الخام. وتؤدي كميات المياه الكبيرة المنتجة من تصريف المناجم وتبريد المناجم وعمليات الاستخراج المائي وغيرها من عمليات التعدين إلى زيادة احتمال أن تلوث هذه المواد الكيميائية المياه السطحية. وفي المناجم الجيدة التنظيم يقوم الهيدرولوجيون والجيولوجيون بإجراء قياسات دقيقة للمياه والتربة لاستبعاد أي نوع من تلوث المياه يمكن أن يحدث بسبب عمليات المناجم. ويطبق الحد من التدهور البيئي أو القضاء عليه في التعدين الأمريكي الحديث بموجب القانون الاتحادي وقانون الولايات وذلك بتقييد المشغلين على الوفاء بمعايير حماية المياه السطحية والجوفية من التلوث. ومن الأفضل القيام بذلك من خلال استخدام عمليات استخراج غير سامة مثل التصفية الحيوية، وإذا أصبح موقع المشروع ملوثا مع ذلك فإن تقنيات التخفيف مثل تصريف حمض المناجم تحتاج إلى القيام بها.
والتكنولوجيات الرئيسية الخمسة المستخدمة لرصد ومراقبة تدفق المياه في مواقع المناجم هي نظم التحويل وأحواض الاحتواء ونظم ضخ المياه الجوفية ونظم الصرف تحت السطح والحواجز تحت السطحية، وفي حالة تصريف حمض المناجم يتم ضخ المياه الملوثة عموما إلى منشأة معالجة تحييد الملوثات.
ووجد استعراض أجري عام 2006 لبيانات الأثر البيئي أن «التنبؤات بنوعية المياه التي أجريت بعد النظر في آثار التخفيف قد قللت إلى حد كبير من التأثيرات الفعلية على المياه الجوفية والمياه السطحية».

#### تصريف حمض المناجم
التصريف الحمضي للمناجم أو التصريف الحمضي للصخور وهو تدفق المياه الحمضية من مناجم المعادن أو مناجم الفحم ومناطق أخرى حيث يتم عمليات تكسير للأرض ولذلك قد تساهم أيضا في تصريف حمضي للصخور إلى البيئة وكثيرا ما يكون التعدين تحت سطح الأرض أي تحت مستوى سطح البحر لذلك يجب ضخ المياه باستمرار من المنجم لمنع الفيضانات وعندما يتم التخلي عن منجم يتوقف الضخ ويحدث فيضان للمنجم. وهذه مقدمة عن أن المياه هي الخطوة الأولية في معظم حالات التصريف الحمضي للصخور.
ويحدث تصريف الصخور الحمضية بشكل طبيعي في بعض البيئات كجزء من عملية التجوية الصخرية ولكنه يتفاقم بسبب الاضطرابات الأرضية الواسعة النطاق التي تتسم بها أنشطة التعدين وغيرها من أنشطة التشييد الكبيرة التي عادة ما تكون داخل صخور تحتوي على وفرة من المعادن الكبريتية. وقد تؤدي المناطق التي تعرضت فيها الأرض للانزعاجات (مثل مواقع البناء والتقسيمات الفرعية وممرات النقل) إلى تصريف مياه الصخور الحمضية. وفي العديد من المحليات يمكن أن يكون السائل الذي يستنزف من مخزونات الفحم ومنشآت معالجة الفحم ونفايات الفحم حمضي للغاية وفي هذه الحالات يعامل على أنه تصريف صخري حامضي.
وقد يحدث نفس النوع من التفاعلات الكيميائية والعمليات من خلال اضطراب التربة الكبريتية الحمضية المشكلة تحت ظروف ساحلية أو مصبات بعد ارتفاع مستوى سطح البحر، وتشكل خطرا بيئيا مماثلا.

#### المعادن الثقيلة
ويعتبر انحلال المعادن والمعادن الثقيلة ونقلها عن طريق الجريان والمياه الجوفية مثالا آخر على المشاكل البيئية المتعلقة بالتعدين مثل منجم شاطئ بريتانيا وهو منجم نحاس سابق بالقرب من فانكوفر بكولومبيا البريطانية، وتار كريك وهي منطقة تعدين مهجورة في بيشر، وأوكلاهوما التي هي الآن وكالة حماية البيئة الأمريكية وموقع استجابة البيئية الشاملة تعاني أيضا من تلوث المعادن الثقيلة وتسربت المياه في المنجم الذي يحتوي على معادن ثقيلة مذابة مثل الرصاص والكادميوم في المياه الجوفية المحلية مما أدى إلى تلويثها. ويمكن أن يؤدي تخزين المخلفات والغبار على المدى الطويل إلى مشاكل إضافية حيث يمكن أن تنفجر وتتطاير بسهولة عن طريق الرياح كما حدث في سكوريوتيسا وهو منجم نحاس مهجور في قبرص.

### الآثار على التنوع البيولوجي

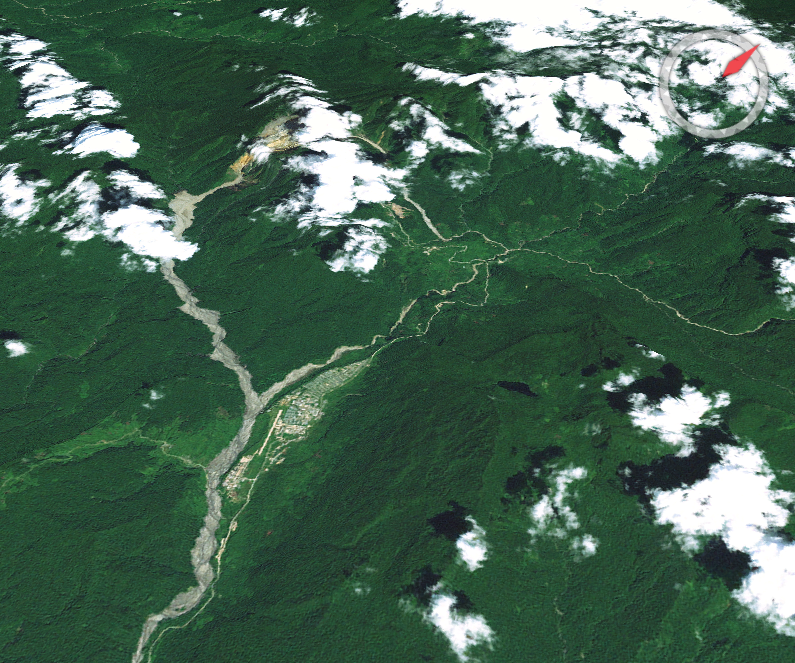
نهر أوك تيدي ملوث بالمخلفات من منجم قريب.

زرع منجم هو تعديل للموائل الرئيسية، ولكن مخلفات النفايات المتبقية تلوث البيئة وآثارها السلبية يمكن ملاحظتها بعد فترة طويلة من نهاية نشاط التعدين. ويمكن أن يكون للتدمير أو التعديل الجذري للموقع الأصلي وإطلاق المواد الاصطناعية تأثير كبير على التنوع البيولوجي في المنطقة. تدمير الموائل هو المكون الرئيسي لضياع التنوع البيولوجي ولكن التسمم المباشر الناجم عن المواد المستخرجة من المناجم والتسمم غير مباشر عن طريق الغذاء والماء يمكن أيضا تؤثر على الحيوانات والخضروات والكائنات الحية الدقيقة. وتعديل الموئل مثل الرقم الهيدروجيني ودرجة الحرارة تعديل يسبب إزعاج المجتمعات في المنطقة والأنواع المستوطنة حساسة بشكل خاص لأنها تحتاج إلى ظروف بيئية محددة جدا وتدمير أو تعديل طفيف لموئلهم يضعهم في خطر الانقراض.يمكن أن تتلف الموائل عندما لا يكون هناك ما يكفي من المنتجات الأرضية فضلا عن المنتجات غير الكيميائية مثل الصخور الكبيرة من المناجم التي يتم التخلص منها في المناظر الطبيعية المحيطة بها مع عدم الاهتمام بالتأثيرات على البيئة الطبيعية.
ومن المعروف أن تركيزات المعادن الثقيلة تنخفض مع المسافة من المنجم  وأن الآثار المترتبة على التنوع البيولوجي تتبع نفس النمط. ويمكن أن تختلف الآثار اختلافا كبيرا اعتمادا على التنقل والتوافر البيولوجي للملوثات: ستظل الجزيئات الأقل في التحرك خاملة في البيئة في حين أن الجزيئات عالية التحرك ستتحرك بسهولة إلى حجرة أخرى أو تستهلكها الكائنات الحية. فعلى سبيل المثال يمكن أن يؤدي انتواع المعادن في الرواسب إلى تعديل التوافر البيولوجي وبالتالي تسمم الكائنات المائية.
التراكم البيولوجي يلعب دورا هاما في الموائل الملوثة: فإن آثار التعدين على التنوع البيولوجي يجب أن تفترض أن مستويات التركيز ليست عالية بما فيه الكفاية لقتل الكائنات الحية المكشوفة بشكل أكبر على الأنواع الموجودة على رأس السلسلة الغذائية بسبب هذه الظاهرة.[بحاجة لمصدر]
وتتوقف آثار التعدين الضارة على التنوع البيولوجي إلى حد كبير على طبيعة الملوثات ومستوى التركيز الذي يمكن العثورعليه في البيئة وطبيعة النظام الإيكولوجي نفسه. بعض الأنواع هي مقاومة تماما للاضطرابات البشرية في حين أن البعض الآخر سوف تختفي تماما من المنطقة الملوثة. ولا يبدو أن الوقت وحده يسمح للموائل بأن تتعافى تماما من التلوث. العلاج يستغرق وقتا  وفي معظم الحالات لن تمكن من استعادة التنوع الحالي قبل نشاط التعدين.

#### الكائنات المائية
ويمكن لصناعة التعدين أن تؤثر على التنوع البيولوجي المائي بطرق مختلفة. التسمم المباشر هو الأول  والمخاطر هي أعلى عندما تكون الملوثات متنقلة في الرواسب  أو متوفرة بيولوجيا في الماء. ويمكن لتصريف المناجم تعديل درجة الحموضة في الماء  ومن الصعب التمييز بين التأثير المباشر على الكائنات الحية والآثار الناجمة عن التغيرات في درجة الحموضة. ومع ذلك يمكن ملاحظة الآثار ويثبت أنها ناجمة عن تعديلات الأس الهيدروجيني. ويمكن أن تؤثر الملوثات أيضا على الكائنات المائية من خلال التأثيرات الفيزيائية: تيارات ذات تركيزات عالية من ضوء محدود من الرواسب المعلقة وبالتالي تناقص الكتلة الحيوية للطحالب. يمكن لترسب أكاسيد المعادن أن تحد وتقصر من الكتلة الحيوية عن طريق طلاء الطحالب أو الركيزة وبالتالي منع الاستعمار. 

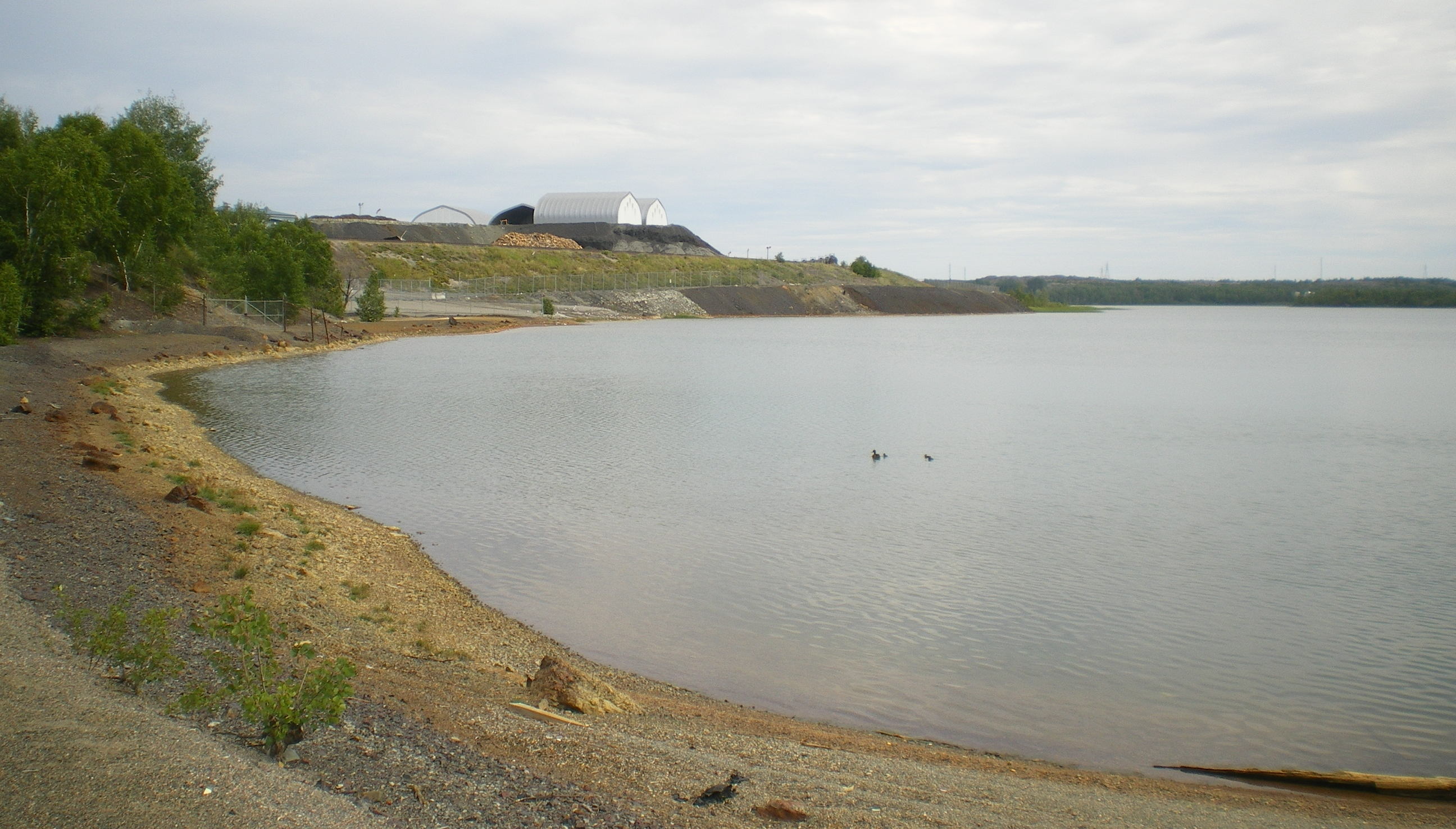
بحيرة أوزيسكو الملوثة في روين نوراندا

وتختلف العوامل التي تؤثر على المجتمعات المحلية في مواقع تصريف المناجم الحامضية بشكل مؤقت وموسمي: فالحرارة وهطول الأمطار ودرجة الحموضة والملوحة وكمية المعادن تظهر جميعها اختلافات على المدى الطويل ويمكن أن تؤثر تأثيرا كبيرا على المجتمعات المحلية والتغيرات في درجة الحموضة أو درجة الحرارة يمكن أن تؤثرعلى الذوبانية المعدنية وبالتالي الكمية الحيوية التي تؤثر مباشرة الكائنات الحية. وعلاوة على ذلك يستمر التلوث بمرور الوقت: حيث أنه بعد تسعين عاما من إغلاق منجم البيريت كان الرقم الهيدروجيني للمياه منخفضا جدا وتتكون الكائنات الحية الدقيقة أساسا من البكتيريا الحمضية.

##### الطحالب
مجتمعات الطحالب هي أقل تنوعا في المياه الحمضية التي تحتوي على تركيز عالى من الزنك  وضغط صرف المناجم يقلل إنتاجها الأساسي ويتم تعديل مجتمع الدياتوم بشكل كبير عن طريق أي تغيير كيميائي  وكذلك تعديل الرقم الهيدروجيني لمجموعات العوالق النباتية ، وتركيز المعادن العالية يقلل من وفرة أنواع العوالق. ومع ذلك قد تنمو بعض أنواع الدياتوم في الرواسب ذات التركيز العالية على المعادن. وفي الرواسب القريبة من السطح والكيسة تعاني من التآكل والطلاء الثقيل. وفي الظروف الملوثة جدا الكتلة الحيوية للطحالب تكون منخفضة جدا ومجموعات عوالق الدياتوم مفقودة. أما في حالة التكامل الوظيفي فمن الممكن أن تظل كتلة العوالق النباتية والعوالق الحيوانية مستقرة.

##### الحشرات والقشريات
يتم تعديل مجتمعات الحشرات والقشريات المائية حول المنجم  مما أدى إلى انخفاض الاكتمال الغذائي والمجتمعات المحلية التي تهيمن عليها هي الحيوانات المفترسة. ومع ذلك يمكن للتنوع البيولوجي للافقاريات الكبيرة أن يظل مرتفعا إذا تم استبدال الأنواع الحساسة بأصناف متسامحة. وعندما ينخفض التنوع على العكس من ذلك لن يوجد في بعض الأحيان أي تأثير لتلوث التيار على الكتلة الحيوية  مما يشير إلى أن الأنواع المتسامحة التي تؤدي نفس الوظيفة تأخذ مكان الأنواع الحساسة في المواقع الملوثة. وانخفاض درجة الحموضة بالإضافة إلى ارتفاع تركيز المعادن يمكن أن يكون لها أيضا آثار سلبية على سلوك اللافقاريات الكبرى والتي تبين أن التسمم المباشر ليس القضية الوحيدة وتتأثر الأسماك أيضا من درجة الحموضة  والاختلافات في درجة الحرارة والتركيزات الكيميائية.

#### الكائنات الأرضية

##### الخضروات
يمكن تعديل نسيج التربة ومحتوى الماء بشكل كبير في المواقع المضطربة  مما يؤدي إلى تغيرات المجتمعات النباتية في المنطقة ومعظم النباتات لديها تركيز منخفض للمعادن في التربة ولكن عدم الاستقرار يختلف بين الأنواع. تنوع العشب والغطاء الكلي أقل تأثرا بتركيز الملوثات العالية من الشجيرات والأزهار. ويمكن العثور على مواد النفاية من النفايات أو آثارها بسبب نشاط التعدين في المنطقة المجاورة للمنجم وأحيانا بعيدة جدا عن المصدر. لا يمكن للنباتات القائمة الابتعاد عن الاضطرابات وسوف تموت في نهاية المطاف إذا كانت موائلها ملوثة من قبل المعادن الثقيلة أوأشباه الفلزات في تركيز مرتفع جدا لعلم وظائف الأعضاء. بعض الأنواع أكثر مقاومة وستبقى على قيد الحياة وبعض الأنواع غير الأصلية التي يمكن أن تتسامح وتتأقلم مع هذه التركيزات في التربة سوف تهاجر في المناجم الأراضية المحيطة لاحتلال مكانة البيئية.
يمكن أن تتأثر النباتات من خلال التسمم المباشر على سبيل المثال احتواء التربة على الزرنيخ يقلل تنوع النباتات اللاوعائية. ويمكن أيضا أن يؤدي تحمض التربة من خلال انخفاض درجة الحموضة عن طريق التلوث الكيميائي إلى انخفاض عدد الأنواع. يمكن للملوثات تعديل أو إزعاج الكائنات الحية الدقيقة وبالتالي تعديل توافر المغذيات مما تسبب فقدان في الغطاء النباتي في المنطقة. بعض جذور الأشجار تتجنب طبقة التربة العميقة من أجل تجنب المنطقة الملوثة وبالتالي يمكن اقتلاعها من قبل الريح عندما يزيد وزنها. وبشكل عام يتم تقليل التنقيب عن الجذور في المناطق الملوثة مقارنة بالمناطق غير الملوثة. حتى في الموائل المستصلحة، تنوع الأنواع النباتية أقل مما هو عليه في المناطق الهادئة.
وقد تكون المحاصيل المزروعة مشكلة بالقرب من المناجم. ومعظم المحاصيل يمكن أن تنمو على المواقع الملوثة ضعيفة ولكن العائد هو عموما أقل مما كان عليه في ظروف النمو العادية. وتميل النباتات أيضا إلى تجميع المعادن الثقيلة في أجهزتها الهوائية مما قد يؤدي إلى تناول الإنسان من خلال الفواكه والخضروات. وقد تؤدي الاستهلاكات المنتظمة إلى مشاكل صحية ناجمة عن التعرض للمعادن على المدى الطويل. كما أن السجائر المصنوعة من زراعة التبغ في المواقع الملوثة قد تكون لها آثار سلبية على السكان حيث يميل التبغ إلى تراكم الكادميوم والزنك في أوراقه.

##### الحيوانات

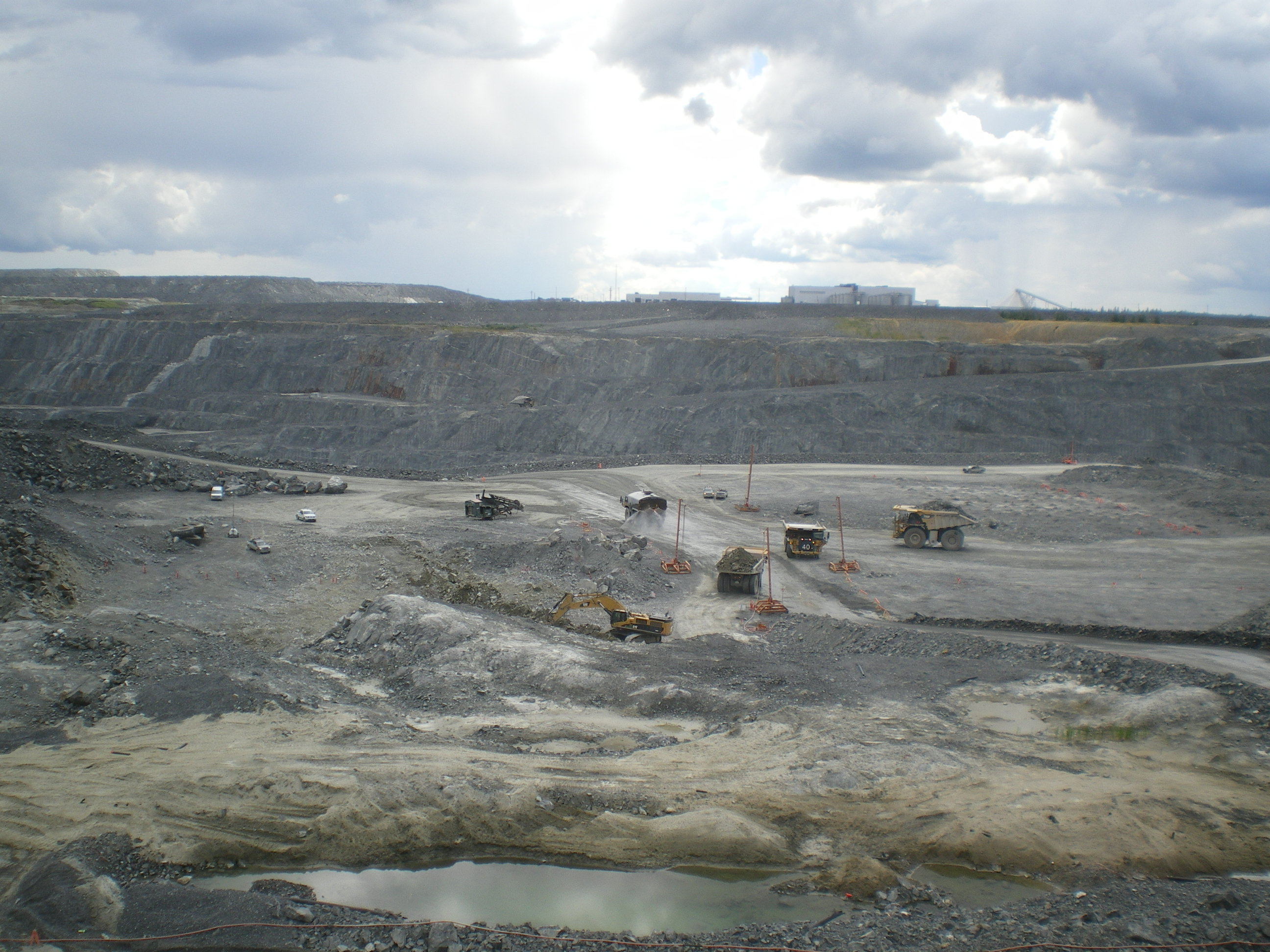
منجم مالارتيك - أوسيسكو

ويمثل تدمير البيئات أحد القضايا الرئيسية لنشاط التعدين. وتدمر مساحات ضخمة من البيئة الطبيعية أثناء بناء المناجم واستغلالها مما يجبر الحيوانات على مغادرة الموقع.[بحاجة لمصدر]
الحيوانات يمكن أن تسمم مباشرة من قبل منتجات المناجم والمخلفات الناتجة عنها. كما يمكن أن يؤدي التراكم الأحيائي في النباتات أو الكائنات الحية الأصغر التي يأكلونها إلى التسمم: تتعرض الخيول والماعز والأغنام في مناطق معينة إلى تركيز سمي محتمل للنحاس والرصاص في العشب. وهي عدد أقل من أنواع النمل في التربة التي تحتوي على مستويات عالية من النحاس بالقرب من منجم النحاس. إذا تم العثور على عدد أقل من النمل وهناك احتمالات كبيرة أن الكائنات الأخرى التي تترك في المناظر الطبيعية المحيطة تتأثر بشدة كذلك من هذا المستوى العالي من النحاس حيث أن النمل تحكم بيئي جيد: فهم يعيشون مباشرة في التربة وبالتالي حساسون جدا للاضطرابات البيئية.

##### الكائنات الدقيقة
بسبب حجمها فالكائنات الدقيقة حساسة للغاية لتعديل البيئة  مثل التغير في درجة الحرارة ودرجة الحموضة أو تركيز المواد الكيميائية. على سبيل المثال أدى وجود الزرنيخ وإثمد في التربة إلى الانخفاض في بكتيريا التربة الكلية. وعلاوة على ذلك كما هو الحال في الماء يمكن أن يؤدي تغيير طفيف في درجة الحموضة للتربة إلى إعادة تسكين الملوثات  بالإضافة إلى التأثير المباشر على الكائنات الحساسة بذلك.
الكائنات الحية الدقيقة لديها مجموعة واسعة من الجينات بين مجموع سكانها لذلك هناك فرصة أكبر للبقاء على قيد الحياة من الأنواع بسبب وجود المقاومة أوجينات التكيف في بعض المستعمرات  طالما التعديلات ليست متطرفة جدا. ومع ذلك فإن البقاء على قيد الحياة في هذه الظروف سوف ينطوي على خسارة كبيرة من التنوع الجيني مما أدى إلى انخفاض التكيف المحتملة للتغيرات اللاحقة. ووجود عدد قليل من التربة المتقدمة في المناطق الملوثة بالمعادن الثقيلة يمكن أن يكون علامة على انخفاض النشاط من قبل البكتيريا والتربة الدقيقة مما يشير إلى انخفاض عدد الأفراد أو انخفاض النشاط. وبعد عشرين عاما من الاضطراب حتى في منطقة إعادة التأهيل لا تزال الكتلة الحيوية الميكروبية تتقلص كثيرا بالمقارنة مع الموائل غير المضطربة. الفطريات العضلية حساسة بشكل خاص لوجود المواد الكيميائية والتربة في بعض الأحيان تكون منزعجة جدا لأنها لم تعد قادرة على الربط مع النباتات الجذرية. وبعض الفطريات تمتلك القدرة على تراكم الملوثات وقدرة تنظيف التربة عن طريق تغيير قابلية التلوث البيولوجي للملوثات  ويمكن أن تحمي النباتات من الأضرار الناجمة عن المواد الكيميائية. ووجودها في المواقع الملوثة يمكن أن يحول دون فقدان التنوع البيولوجي بسبب تلوث نفايات المناجم  أوالسماح بالمعالجة الحيوية أي إزالة المواد الكيميائية غير المرغوبة من التربة الملوثة وعلى العكس من ذلك بعض الميكروبات يمكن أن تتدهور البيئة: مما يعني ارتفاع SO4 في الماء يمكن أيضا زيادة إنتاج الميكروبات من كبريتيد الهيدروجين وهو سام لكثير من النباتات المائية والكائنات الحية.

### آثار تلوث المناجم على البشر
ويتأثر البشر أيضا بالتعدين فهناك العديد من الأمراض التي يمكن أن تأتي من الملوثات التي يتم إطلاقها في الهواء والماء أثناء عملية التعدين وعلى سبيل المثال أثناء عمليات الصهر تنبعث كميات هائلة [بحاجة لتوضيح] من الملوثات الهوائية مثل الجسيمات العالقة وأكاسيد النيتروجين والجسيمات الزرنيخية والكادميوم وعادة ما تنبعث المعادن في الهواء كجزيئات.
وهناك أيضا العديد من المخاطر الصحية المهنية ويعاني معظم عمال المناجم من مختلف أمراض الجهاز التنفسي والأمراض الجلدية. ويعاني عمال المناجم الذين يعملون في أنواع مختلفة من المناجم من الإسبستوس أو السيليكوس أو أمراض الرئة السوداء ويتأثر البشر أيضا بوقوع الانهيارات الأرضية والفيضانات.

### استخراج الفحم
يشمل الأثر البيئي لصناعة الفحم مشكلات من قبيل استخدام الأراضي وإدارة المخلفات وتلوث المياه والهواء الناجم عن تعدين الفحم ومعالجته واستخدام منتجاته بالإضافة إلى التلوث الجوي ويسفر حرق الفحم عن مئات الملايين من أطنان المخلفات الصلبة سنويًا والتي تشمل الرماد المتطاير والرماد المتراكم في القاع وترسبات عمليات نزع الكبريت من غازات المداخن والتي تحتوي على الزئبق واليورانيوم وثوريوم والزرنيخ وغير ذلك من المعادن الثقيلة.
توصلت إحدى الدراسات البحثية الممولة من قِبل الاتحاد الأوروبي والمعروفة باسم الآثار الخارجية للطاقة والتي استمرت في الفترة ما بين 1995 و2005 إلى أن تكلفة إنتاج الكهرباء من الفحم ستتضاعف عن قيمتها الحالية إذا وضع في الاعتبار التكاليف الخارجية مثل الدمار الذي يلحق بالبيئة وصحة الإنسان نتيجة المواد الجسيمية المنقولة جوًا وأكاسيد النيتروجين والكروم سداسي التكافؤ وانبعاثات الزرنيخ الناتجة عن الفحم. وقد قدرت هذه الدراسة أن التكاليف الخارجية للأنشطة الدنيا بصناعة الوقود الحفري تصل إلى 1-2% من إجمالي الناتج المحلي للاتحاد الأوروبي بالكامل مع اعتبار الفحم الوقود الحفري الرئيسي المسؤول عن ذلك. وقد كانت هذه التقديرات قبل تضمين التكلفة الخارجية لظاهرة الاحترار العالمي وتوصلت الدراسة كذلك إلى أن التكاليف البيئية والصحية للفحم وحده تبلغ 0.06 يورو/كيلووات أو 6 سنتات/كيلووات في حين تتمثل أقل مصادر الطاقة في التكاليف الخارجية في الطاقة النووية التي تبلغ تكلفتها 0.0019 يورو/كيلووات وطاقة الرياح التي تبلغ تكلفتها 0.0009 يورو/كيلووات.

### إزالة الغابات
مع التعدين السطحى للطبقات التي قد تكون مغطاة في الغابات يجب إزالتها قبل أن يبدأ التعدين وعلى الرغم من أن إزالة الغابات بسبب التعدين قد تكون صغيرة مقارنة مع المبلغ الإجمالي قد يؤدي إلى انقراض الأنواع إذا كان هناك مستوى عال من التوطن المحلي.

### الصخر الزيتى
ويشمل الأثر البيئي لصناعة الصخر الزيتي على النظر في مسائل مثل استخدام الأراضي وإدارة النفايات وتلوث المياه والهواء الناجم عن استخراج ومعالجة الصخر الزيتي. والتعدين السطحي للرواسب الصخرية الزيتية يتسبب في الآثار البيئية المعتادة للتعدين السطحى. وبالإضافة إلى ذلك فإن الاحتراق والمعالجة الحرارية تولد مواد النفايات التي يجب التخلص منها والانبعاثات الضارة في الغلاف الجوي بما في ذلك ثاني أكسيد الكربون وهو غاز غازات الدفيئة الرئيسية. وقد تؤدي عمليات التحويل التجريبية في الموقع وتقنيات احتجاز الكربون وتخزينه إلى الحد من بعض هذه المخاوف في المستقبل ولكنها قد تثير غيرها مثل تلوث المياه الجوفية.

### إزالة قمة جبلية لأغراض تعدينية
إزالة القمم الجبلية لأغراض تعدينية يعرف أيضا باسم تعدين قمم الجبال وهو نوع من التعدين السطحي الذي ينطوي على إجراء أعمال تعدين بقمة أو قمة ناتئة بأحد الجبال. ويتم استخراج طبقات الفحم من الجبل بواسطة إزالة تربته أو الغطاء الترابي الموجود أعلى الطبقات. ويمكن أن تتراكم التربة على القمة وتدمج لتعكس التسامقية البنائية التقريبية الأصلية للجبل. وتعتبر هذه هي الطريقة السائدة في تعدين الفحم في جبال الأبلاش في شرق الولايات المتحدة. وتستخدم المتفجرات لإزالة نحو 400 قدم رأسي (120 مترًا) من الجبل للكشف عن طبقات الفحم الحجري الموجود بالأسفل. وغالبا ما تكون الصخور الزائدة والتربة المحمّلة بالمنتجات الثانوية التعدينية السامة مدفونة في الأودية القريبة وذلك فيما يسمى بـ «ملء الفراغات» أو «ملء الأودية». ولكون تنفيذ عمليات التعدين بإزالة قمم الجبال أقل تكلفة ويتطلب عددا قليلا من الموظفين فقد بدأ التعدين بإزالة قمم الجبال في جبال الأبالاش في سبعينيات القرن الماضي كامتداد لتقنيات التعدين التجريدي التقليدية وقد تم تنفيذه للمرة الأولى في كنتاكي وفيرجينيا الغربية وفيرجينيا وتينيسي.
وقد أشارت الدراسات التي خضعت لمراجعة الأقران العلميين إلى أن التعدين بإزالة قمم الجبال يشكل تأثيرا بيئيا خطيرا حيث يشتمل على خسارة التنوع الحيوي وتسميم مستجمعات الأمطار والتي لا يمكن لممارسات التخفيف معالجتها بصورة ناجحة. وكذلك توجد آثار عكسية على صحة الإنسان حيث تنتج عن الاتصال بالمسارات المتأثرة أو التعرض للهواء المحمّل بالمواد السامة والغبار. وطبقًا لما ذكرته 21 دراسة علمية مراجعة أكاديميًا من قبل أقران هناك العديد من الآثار الصحية الكبيرة التي تؤثر على سكان منطقة أبلاتشيا، حيث يتم إجراء عمليات التعدين بإزالة قمم الجبال. وتتضمن هذه الآثار ما يزيد عن 50% من معدلات التعرض للإصابة بالسرطان (14,4% مقارنة بـ 9,4% للأفراد المقيمين بأماكن أخرى في منطقة أبلاتشيا) كما أن الأطفال الذين يولدون مصابين بعيوب في التنفس تزيد نسبتهم بنحو 42% وكذلك تتكلف الرعاية الصحية العامة نتيجة التعرض للتلوث من عمليات استخراج الفحم في هذه المنطقة ما يصل إلى 75 مليار دولار أمريكي في السنة الواحدة.
إن إزالة قمم الجبال لأغراض التعدين هو نوع من التعدين السطحي الذي يتضمن تغييرا في السمات السطحية للأرض أو إزالة قمة أو تل أو مرتفع للوصول إلى طبقات الفحم الحجري المدفونة.
وتتضمن عملية التعدين بإزالة قمة الجبال إزالة الفحم الحجري بعد إزالة الغطاء الترابي الواقع أعلاه بشكل تام أولاً مما يؤدي إلى كشف طبقات الفحم من الأعلى وتختلف هذه الطريقة عن طريقة التعدين تحت الأرض التقليدية والتي عادة يتم حفر ممر رأسي ضيق فيها مما يسمح لعمال التعدين بجمع الطبقات باستعمال العديد من الطرق المناسبة للعمل تحت الأرض مع ترك غالبية الأغطية الترابية غير متأثرة. ويتم وضع المخلفات الناتجة عن الأغطية الترابية الناتجة عن التعدين بإزالة قمم الجبال إما على المرتفع مرة أخرى لتعكس التسامق البنيوي الأصلي للجبل مجددا أو يتم نقلها إلى الأودية المجاورة.
ويتم وضع الصخور والتربة الزائدة التي تشتمل على منتجات التعدين الثانوية في الأودية القريبة فيما يسمى بعملية «ملء الفراغات» أو «ملء الأودية».
وترتبط عملية التعدين بإزالة قمم الجبال في الولايات المتحدة غالبا بعملية استخراج الفحم في جبال الأبالاش حيث كانت وكالة حماية البيئة الأمريكية تقدر أن 2,200 ميل مربع (5,700 كـم2) من غابات الأبالاش سوف يختفي من مواقع التعدين بإزالة القمم الجبلية بحلول عام 2012. وتمتد المواقع من أوهايو إلى فيرجينيا. وتقع بصورة عامة في فيرجينا الغربية وشرق كنتاكي، وهما أكبر ولايتين لإنتاج الفحم في منطقة أبالاتشيا، حيث تستخدم كل ولاية نحو 1000 طن من المتفجرات يوميًا خلال عمليات التعدين السطحي. وبناء على المعدلات الحالية فمن المتوقع أن تقوم الولايات المتحدة بإجراء عمليات تعدين بإزالة القمم الجبلية على نحو 1,4 مليون فدان (5700 كم²) بحلول 2010 وهي مساحة من الأرض تزيد على مساحة ولاية ديلوير.
يشار إلى أن إزالة القمم الجبلية لا تزال من الممارسات المستمرة منذ ستينيات القرن الماضي. وقد شكّلت زيادة الطلب على فحم الولايات المتحدة نتيجة أزمة البترول في عامي 1973 و1979 محفزات للحصول على شكل أكثر اقتصادية من تعدين الفحم، مقارنة بأساليب التعدين تحت الأرض التقليدية التي يقوم بها مئات العمال مما أثار القيام بأول علمية استخدام واسعة النطاق للتعدين بإزالة قمم الجبال. ثم امتد انتشارها لاحقًا في تسعينيات القرن الماضي لاسترجاع الفحم قليل الكبريت نسبيا وهو شكل أكثر نقاء للاحتراق، حيث أصبح مطلوبًا نتيجة تعديلات قانون الهواء النقي الأمريكي الذي شدد على حدود الانبعاثات الناتجة عن معالجة الفحم عالي الكبريت

### تعدين الرمل
تعدين الرمل والحصى يخلق حفر كبيرة وشقوق في سطح الأرض وفي بعض الأحيان يمكن للتعدين أن يمتد بعمق شديد بحيث يؤثر على المياه الجوفية والينابيع والآبار الجوفية والجدول المائي وهذا له تأثير ضار على النظام البيئى كحدوث انهيارات أرضية .

### هبوط

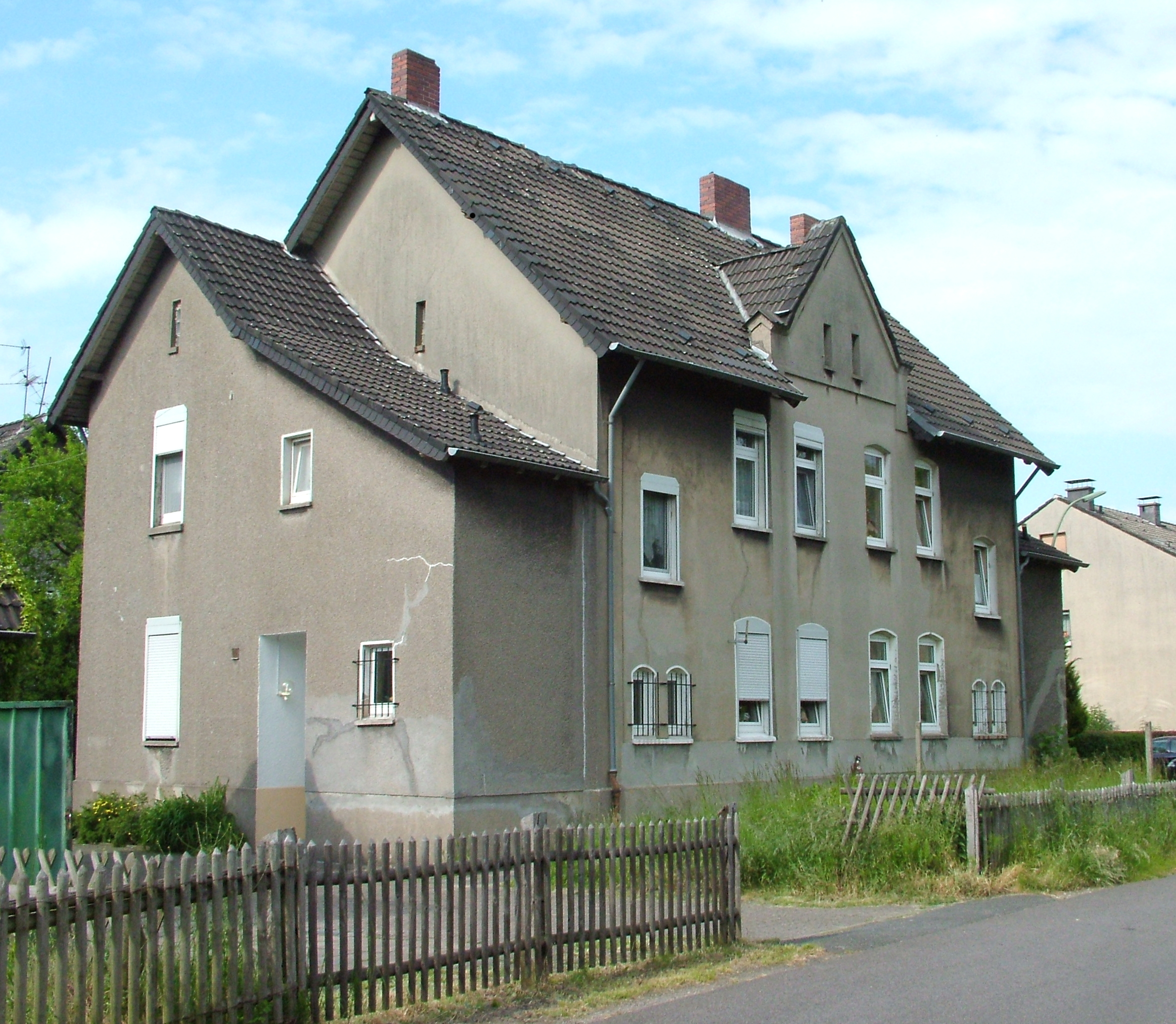
منزل في غلادبيك (ألمانيا) مع الشقوق الناجمة عن التآكل بسبب التعدين.

تعدين الملح والقباب الملحية انهارت في مقاطعة أسومبتيون (لويزيانا) تسببت في تكوين مجرى بايو كورني في عام 2012. اعتبارا من أغسطس 2013 لا يزال الثقب في توسع.

## تخفيف وتلطيف
ولضمان استکمال الاستصلاح أو استعادة أراضی المناجم لاستخدامھا في المستقبل تتطلب العدید من الحکومات والسلطات التنظیمیة في جمیع أنحاء العالم أن تقوم شرکات التعدین بنشر سندات في مستودع حتی یتم إثبات إنتاجیة الأراضي المستصلحة بشکل مقنع علی الرغم من أن إجراءات التنظیف أکثر وهي مكلفة من حجم السند ويمكن ببساطة التخلي عن السندات. ومنذ عام 1978 استعادت صناعة التعدين أكثر من مليوني فدان (000 8 كيلومتر مربع) من الأراضي في الولايات المتحدة وحدها. وقد جددت هذه الأرض المستصلحة النباتات والحياة البرية في أراضي التعدين السابقة ويمكن أن تستخدم حتى للزراعة وتربية الماشية.

## مواقع محددة
- مناجم توي في نيوزيلندا
- منجم ستوكتون في نيوزيلندة
- منجم البيريت في أونتاريو في كندا
- منجم شيرمان أونتاريوفى كندا.
- منجم تيدي في إقليم غرب بابوا غينيا الجديدة.
- بحيرة بيركلي.
- مناجم ويال جين .

## الأفلام والأدب
- حرق المستقبل: الفحم في أمريكا
- نهر الفحم
- إزالة الجبل الأعلى
- الجبال المتحركة: كيف فازت امرأة واحدة وجماعتها بالعدل من الفحم الكبير
- تار كريك
- قصة ترو